# Элегии (Тибулл)
«Элегии» — собрание стихотворений римского поэта Альбия Тибулла в двух книгах, опубликованное в конце I века до н. э. Вторая книга в два раза короче первой, и это может означать, что она осталась недописанной или сохранилась неполностью.
Главная тема «Элегий» — страдания лирического героя из-за неразделённой любви к гетерам Делии и Немезиде, юноше Марафу. При этом остаётся неясным, насколько содержание стихотворений соотносится с биографией их автора. В идиллических описаниях того места, на котором был основан Рим, антиковеды видят явное влияние «Энеиды» Вергилия.